# Combat de Tiébanda
Guerre du Mali
Batailles
Le combat de Tiébanda a lieu le 28 octobre 2015 lors de la guerre du Mali.

## Prélude
Le 27 octobre, l'armée malienne commence une opération anti-djihadiste baptisée Seno, et quadrille les environs des communes de Mopti, Koro et Bandiagara dans le pays Dogon. Il s'agit alors de la plus grande opération militaire malienne depuis le début de l'intervention militaire française en 2013. Rapidement, douze djihadistes suspectés de faire partie de la katiba Macina sont arrêtés et conduits à Bamako. L'armée malienne continue ensuite de quadriller les cercles de Bankass, Koro, Douentza, Bandiagara et Tominian.

## Déroulement
Le soir du 28 octobre, un affrontement éclate à Tiébanda, près de Tassilima, à une trentaine de kilomètres du Burkina Faso,,. L'armée malienne attaque une base établie dans une zone forestière. Sa localisation auraient été fournie par deux jeunes enrôlés de force par les djihadistes qui auraient réussi à s'échapper de la forêt. Les combats durent environ six heures.

## Pertes
Selon un responsable du ministère malien de la Défense et un responsable de la région de Mopti interrogés anonymement par l'AFP, sept djihadistes ont été tués et dix autres blessés, des armes et du matériel ont été saisis, tandis que l'armée malienne ne déplore pas de perte. Le 30 octobre, le ministère malien de la Défense affirme pour sa part dans son communiqué que cinq terroristes ont été tués et trois motos récupérées.